# Władimir Lwow (generał)
Władimir Nikołajewicz Lwow (ros. Владимир Николаевич Львов, ur. 7 marca?/19 marca 1897 w Petersburgu, zm. 11 maja 1942 pod Kerczem) – radziecki dowódca wojskowy, generał porucznik.

## Życiorys
W 1915 został powołany do rosyjskiej armii, w 1916 ukończył Aleksandrowską Szkołę Wojskową, a 1917 kursy oficerskie i otrzymał stopień porucznika, 1918 wstąpił do Armii Czerwonej. Brał udział w wojnie domowej na Froncie Uralskim i Południowym jako dowódca batalionu, pułku i brygady, od 1919 należał do RKP(b), w 1924 ukończył Akademię Wojskową Armii Czerwonej i został pomocnikiem dowódcy, potem dowódcą dywizji. W latach 1927–1930 był naczelnikiem szkoły wojskowo-lotniczej Sił Powietrznych Armii Czerwonej. W latach 1930–1937 był dowódcą dywizji, 1937–1938 szefem sztabu Zakaukaskiego Okręgu Wojskowego, 1930–1940 wykładowcą w Akademii Wojskowej im. Frunzego, a w latach 1940–1941 zastępcą dowódcy Nadbałtyckiego Specjalnego Okręgu Wojskowego. Q 1940 otrzymał stopień generała porucznika. W listopadzie-grudniu 1941 był zastępcą dowódcy Frontu Zakaukaskiego, następnie dowódcą 51 Armii, brał udział w kerczeńsko-teodozyjskiej operacji desantowej. W jej trakcie, około południa 11 maja 1942 r. zginął podczas niemieckiego nalotu na stanowisko dowodzenia armii w pobliżu nieistniejącej już wsi Konczi (15 km od wsi Lwowo). Ciało zostało wywiezione z Krymu samolotem. Został pochowany w Tbilisi. Był odznaczony Orderem Lenina, dwoma Orderami Czerwonego Sztandaru i medalami.